# Luannan
Luannan är ett härad som lyder under Tangshans stad på prefekturnivå i Hebei-provinsen i norra Kina.